# 세대 및 성별 실태조사
세대 및 성별 실태조사(Generations and Gender Survey, 이하 GSS)는 UN 유럽 경제 위원회의 산하 기구로 출범한 세대 및 성별 프로그램(Generation and Gender Programme, 이하 GGP) 인프라스트럭처가 주관하는 일련의 패널 조사로, 세대와 성별을 기준으로 가족과 그 구성원의 생애 주기를 중점에 둔 연구이다. 1990대에 추진된 출산력 및 가족 실태조사(Fertility and Family Survey, 이하 FFS)의 후속 조사이기도 하며, 참여국의 인구통계학 연구를 개선하고 사회 발전을 도모하는 것을 목적으로 한다. 현재 19개 국가를 대상으로 한 차례 조사가 완료된 상태이며, 국가당 평균 9천 명이 응답자로 참여했다. 조사 결과는 1,200건 이상의 동등비평연구를 통해 검증되었다.
호주, 오스트리아, 벨라루스, 벨기에, 불가리아, 체코 공화국, 에스토니아, 프랑스, 조지아, 독일, 헝가리, 이탈리아, 일본, 카자흐스탄, 리투아니아, 네덜란드, 노르웨이, 폴란드, 루마니아, 러시아, 스웨덴이 실태조사에 참여했다. 영국은 참여하지 않았으나, 이와 유사한 영국 가구 실태조사(UK households study)가 진행됐다.

## 조사 내용
설문지는 1천 개 이상의 문항으로 구성되었으며, 내용은 크게 다음과 같이 분류할 수 있다.
- 부모와 자녀의 관계
  - 부모의 관점에서 본 관계
  - 아이의 관점에서 본 관계
- 배우자 혹은 파트너와의 관계
  - 관계 형성 및 해체 과정
  - 성별 관점에서 본 관계
- 이전의 파트너 관계와 자녀 출산 이력, 복합 가족 경험
- 피임 및 난임 치료 경험
- 가족구성원
- 주거 형태
- 경제 활동 유형, 소득 및 경제적 지위 수준
- 교육
- 건강
- 개인의 사회적 관계망
- 사회보장제도
- 응답자의 주관적 관점에서의 삶의 질
- 가치관